# Ильин, Михаил Дмитриевич
Михаил Дмитриевич Ильин (1866—1942) — русский учёный в области биологической химии, действительный статский советник (1914), доктор медицины (1900), ординарный профессор (1909). Временный президент ИМХА (1917).

## Биография
Родился 9 июня 1866 года в городе Касимово, Рязанской губернии.
С 1888 по 1892 год обучался на медицинском факультете Императорского Харьковского университета, с 1892 был переведён в Императорскую медико-хирургическую академию, которую окончил с золотой медалью в 1895 году, был учеником профессора А. Я. Данилевского.
С 1895 года на научно-педагогической работе в Императорской медико-хирургической академии: с 1895 по 1901 год — ассистент, с 1901 по 1909 год — приват-доцент, с 1909 по 1924 год — ординарный профессор и заведующий кафедрой кафедры физиологической химии (с 1930 года — биологической химии). С 13 июня по 13 декабря 1917 года М. Д. Ильин являлся временным президентом ИМХА. 
С 1925 по 1930 год — профессор Государственного института медицинских знаний. С 1930 по 1942 год — научный сотрудник Ленинградского НИИ рыбоконсервной промышленности.

### Научно-педагогическая деятельность
Основная научно-педагогическая деятельность М. Д. Ильина посвящена проблемам химической защиты питания, изучению обмена веществ, фосфорорганических соединений, мышечных белков, вопросам эмбриохимии. М. Д. Ильин будучи временным президентом ИМХА занимался разработкой нового штата медицинской академии и редактированием проекта её устава. 23 ноября 1917 года М. Д. Ильин от Военно-медицинской академии принимал участие в заседании Российской академии наук, которое единогласно приняло контрреволюционное воззвание, направленное против Октябрьской революции. 
В 1900 году защитил докторскую диссертацию по теме: «Организованные белки мышечного волокна (миозин и миостромины) и их генетическое отношение» получив учёное звание доктор медицины. В 1909 году получил учёное звание ординарный профессор. В 1914 году ему был присвоен чин действительный статский советник. 
Скончался 24 августа 1942 года в блокадном Ленинграде от голода, похоронен на Богословском кладбище.

## Награды
- Орден Святого Владимира 3-й степени
- Орден Святого Владимира 4-й степени
- Орден Святой Анны 2-й степени
- Орден Святого Станислава 2-й степени[4]